# Elisabeth Raudaschl
Elisabeth Raudaschl (* 7. November 1997) ist eine ehemalige österreichische Skispringerin und seit 2014 Mitglied des ÖSV.

## Werdegang
Elisabeth Raudaschl gab ihr internationales Debüt am 14. August 2010 bei einem Continental-Cup-Springen in Bischofsgrün, wo sie den 54. Rang erzielte. Bislang konnte sie noch keine Punkte in dieser Wettkampfklasse sammeln. Bei den Nordischen Skispielen der OPA 2012 in Žiri belegte sie im Einzel die Bronzemedaille. Im Februar 2013 belegte sie beim European Youth Olympic Festival auf der Trambulina Valea Cărbunării in Râșnov im Einzel den 4. Platz und gewann mit Sonja Schoitsch, Maximilian Steiner, Thomas Hofer Bronze im Mannschaftswettbewerb. Im Oktober 2013 sprang Raudaschl bei den Österreichischen Meisterschaften in Stams auf den dritten Rang und gewann hinter Daniela Iraschko-Stolz und Jacqueline Seifriedsberger Bronze.
Zum Auftakt der Alpencup-Saison 2013/14 erreichte sie beim zweiten Springen in Pöhla den dritten Platz und gewann beide Wettbewerbe auf der Ochsenkopfschanze in Bischofsgrün. Später sicherte sie sich mit den Plätzen eins und zwei in Einsiedeln den Gesamtsieg in der Sommerwertung. Am 25. Januar 2014 verpasste sie bei ihrem Weltcupdebüt in Planica den zweiten Durchgang knapp, bevor sie am Folgetag mit Rang 23 ihre ersten Weltcuppunkte erreichen konnte. Bei ihren zweiten Nordischen Skispielen der OPA 2014 in Gérardmer gewann sie im Einzel der Juniorinnen die Bronzemedaille und im Team I die Goldmedaille.
Am 14. Dezember 2018 erreichte sie mit einem zweiten Platz beim Continental-Cup-Springen auf dem Tveitanbakken ihre beste Platzierung in dieser Wettkampfserie.
In der Saison 2018/19 wurde Raudschl Gesamtzweite im FIS Cup. Ab Februar 2020 trat sie nicht mehr international als Springerin in Erscheinung.

## Statistik

### Weltcup-Platzierungen
| Saison  | Platz | Punkte |
| ------- | ----- | ------ |
| 2013/14 | 49.   | 16     |
| 2015/16 | 27.   | 98     |

### Grand-Prix-Platzierungen
| Saison | Platz | Punkte |
| ------ | ----- | ------ |
| 2015   | 24.   | 35     |
| 2018   | 55.   | 01     |

### Continental-Cup-Platzierungen
| Saison  | Platz | Punkte |
| ------- | ----- | ------ |
| 2013/14 | 37.   | 014    |
| 2014/15 | 51.   | 014    |
| 2016/17 | 22.   | 060    |
| 2017/18 | 17.   | 118    |
| 2018/19 | 05.   | 238    |
| 2019/20 | 71.   | 034    |